# 1941 (film)
Pour les articles homonymes, voir 1941 (homonymie).
Pour plus de détails, voir Fiche technique et Distribution.
1941 est un film américain réalisé par Steven Spielberg et sorti en 1979. Écrit par Robert Zemeckis et Bob Gale, il met notamment en vedette John Belushi et Dan Aykroyd.
Le film débute à quelques jours de Noël, dans les environs de la Côte Ouest, dont Los Angeles. Les habitants vivent une série d'actes paranoïaques sans précédent lorsque les autorités militaires s'imaginent que les Japonais lancent une attaque aérienne massive, couplée à l'attaque par un sous-marin.
Affligé de critiques négatives et sans reconnaissance comme succès au box-office à sa sortie, le film a obtenu sa reconnaissance tardive après avoir été diffusé par ABC dans une version longue et fait l'objet de rééditions en vidéo.

## Synopsis
Le 13 décembre 1941, une jeune femme (Susan Backlinie), qui fait partie d'un club de nageurs par tous les temps, se baigne nue le matin de bonne heure. Elle se retrouve accrochée au périscope d'un sous-marin japonais, venu pour détruire un objectif top secret, qui fait surface. Quand l'équipage l'aperçoit nue, il comprend qu'il est arrivé à destination : Hollywood et il plonge, tandis que la jeune femme regagne le bord. Le sous-marin héberge aussi en tant qu'observateur un commandant nazi, exigeant dans les actions à mener.
Pendant ce temps, contre la volonté de son père, Wally Stephens, plongeur dans un restaurant, veut participer à un concours de danse de jitterbug de l'USO, une association dont le but est de distraire les soldats. Son amie Betty Douglas doit l'accompagner. Un équipage de char d'assaut, le sergent Frank Tree, le soldat Foley et le caporal Sitarski, déjeune dans le restaurant de Wally et y sème la pagaille.

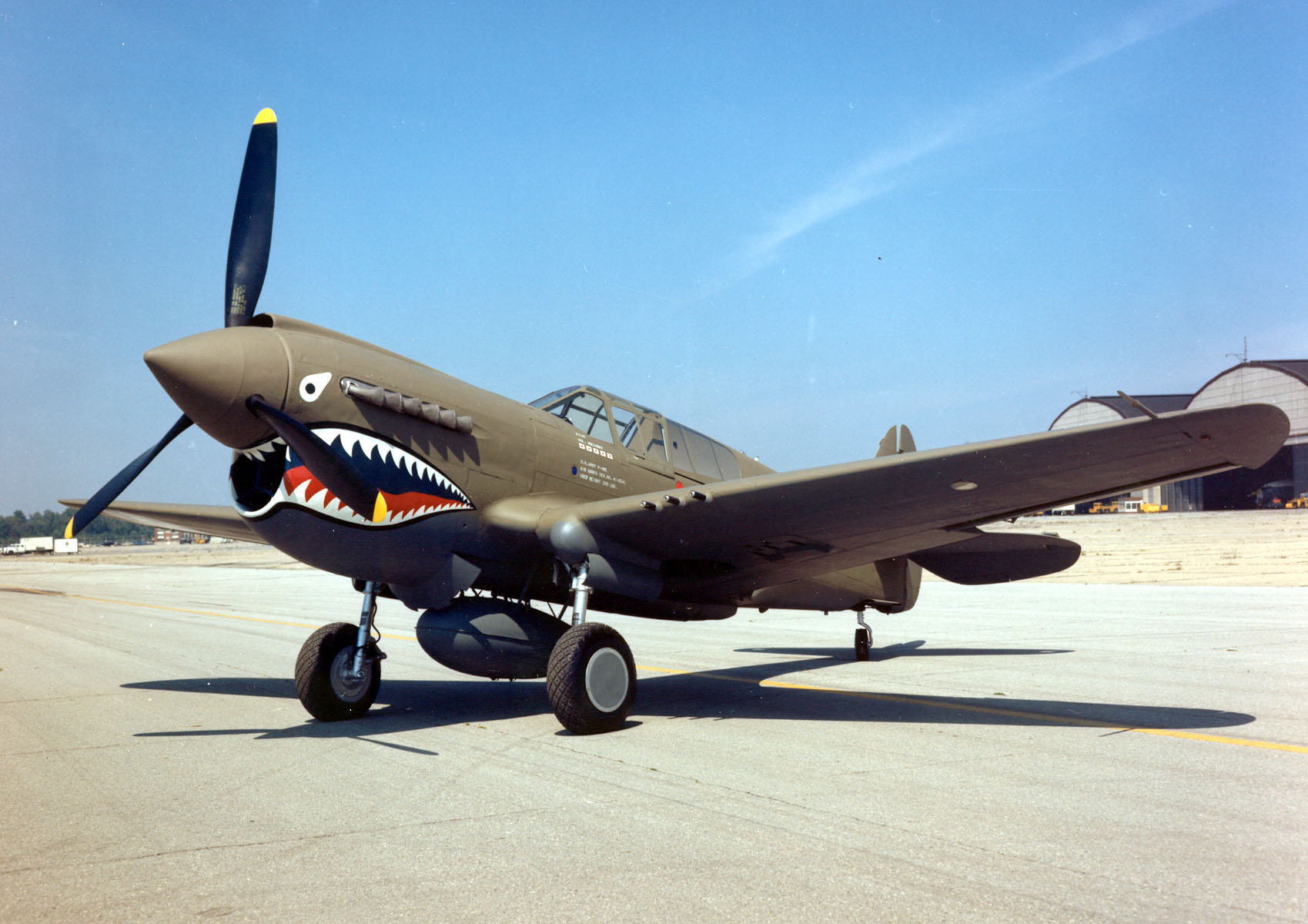
Un P-40 tel que celui présent dans le film.

Au même moment, le capitaine de l'Air Force, à moitié fou, Wild Bill Kelso, persuadé d'être à la poursuite d'avions japonais, pose son chasseur Curtiss P-40 sur une route dans la Vallée de la Mort pour faire le plein dans une simple station-service ; accidentellement, il la fait exploser.
Quelques jours après l'attaque de Pearl Harbor, le général Joseph Stilwell veut mettre de l'ordre. Le colonel « Mad Man » Maddox, la nouvelle secrétaire du général, Donna Stratten, et l'aide de camp du général, le capitaine Loomis Birkhead, ont d'autres idées. Lors d'une des conférences de presse de Stillwell sur une piste d'atterrissage, Birkhead drague Donna, qu'il sait excitée sexuellement lorsqu'elle est en avion. Il parvient à l'attirer dans un bombardier B-17 au sol pour tenter de la séduire ; elle le frappe d'un crochet du droit. Birkhead s'effondre, actionne la commande de largage de bombes et une bombe de 500 livres roule vers le podium de presse au moment où le général Stillwell promet « qu'il n'y aura pas de bombes lâchées ici ». Le général et l'assistance s'enfuient juste avant l'explosion de la bombe.
Dans la maison en bord de mer des Douglas, Betty et son amie Maxine annoncent à Wally qu'il n'est pas autorisé à aller à la soirée de danse de l'USO, car elle est réservée aux militaires. Wally part se cacher dans le grenier du garage des Douglas quand Ward, le père de Betty, entre en scène.
Peu après, le sergent Frank Tree arrive avec son équipe en amenant un canon de 40 mm tracté. Le caporal Sitarski se sent attiré par Betty. Au moment où il lui demande d'aller danser avec lui, Wally tombe du grenier. Furieux, Ward et Sitarski le jettent dans un camion de ramassage des ordures.
Le sous-marin japonais ne parvient pas à trouver Los Angeles car son compas est brisé. Il forme une patrouille de débarquement qui capture Hollis Wood, un marchand de bois local. Ramené au navire, le prisonnier suscite un quiproquo car l'équipage cherche où se trouve Hollywood, tandis que l'Américain capturé s'appelle Hollis Wood. Portant sur lui une petite boussole, il l'avale pour que les Japonais ne puissent s'en emparer.
Deux Américains un peu simplets sont envoyés s'installer en haut de la grande roue d'un parc d'attraction pour surveiller des avions ennemis éventuels.
Wood s'échappe du sous-marin pendant qu'à Los Angeles, le général Stilwell va voir le film Dumbo, qui vient de sortir. Décidés à terminer ce qu'ils ont commencé le matin, le capitaine Birkhead et Donna Stratten se rendent à un aérodrome local où se trouve un avion du colonel Madman Maddox. Maddox, convaincu que les Japonais vont envoyer des parachutistes dans les collines, leur permet d'emprunter son avion sous le prétexte de faire une reconnaissance aérienne.
Devant la salle de danse de l'USO, Betty est attendue à la fois par Sitarski et Wally. Sitarski frappe Wally et entraine Betty de force sur la piste de danse. Maxine tombe amoureuse de Sitarski. Wally s'introduit dans la salle de danse après avoir dérobé son uniforme à un soldat de la patrouille côtière. Avec Betty, ils gagnent le concours de danse après un jitterburg effréné, tout en évitant Sitarski, lui-même poursuivi par Maxine. Sitarski donne un coup de poing à Wally et il en résulte une bagarre générale. Le sergent Tree arrive avec son char et son équipage pour remettre de l'ordre.
Pendant ce temps, Los Angeles passe en alerte rouge en raison de l'approche d'un avion inconnu. C'est en fait l'avion de Birkhead et Donna. Ward Douglas aperçoit le sous-marin japonais en mer, non loin de sa maison. Toutes les batteries de DCA sont en alerte et ont la détente facile. Le désordre s'amplifie quand Wild Bill arrive avec son P-40 et abat l'avion de Birkhead et Donna dans le parc préhistorique de La Brea Tar Pits le prenant pour un avion japonais. Il découvre le sous-marin japonais et est alors abattu par la DCA qui croyait voir un avion japonais.
Le caporal Sitarski rattrape Betty et la traine sous un camion pour tenter de la violer. Wally la sauve et frappe Sitarski à l'aide d'une ceinture de munitions. Le capitaine Kelso dont l'avion a été abattu signale à Wally le sous-marin japonais qu'il a aperçu. Toujours vêtu d'un uniforme de l'armée, Wally commande le char du sergent Tree, car celui-ci a été assommé par la chute d'une statue de père Noël. Ils se rendent sur la côte pour tirer contre le sous-marin. Wild Bill suit sur une moto avec Sitarski et Maxine dans le side-car. Ils passent à travers un dépôt de peinture qu'ils détruisent.
Pendant ce temps, Ward Douglas fait feu contre le sous-marin japonais. En fait, il détruit sa propre maison. Le sous-marin réplique contre ce qu'il croit être une structure industrielle. Au lieu de cela, il atteint la grande roue du parc d'attraction. Elle se détache et roule vers la digue et l'océan. Le tank coule quand la digue qui le supportait s'écroule dans la mer. Wild Bill toujours au guidon de sa moto plonge aussi dans l'océan et nage vers le sous-marin, où il est capturé par les Japonais. Ceux-ci estimant que leur mission est accomplie, rentrent chez eux. Le capitaine allemand est jeté par-dessus bord par les Japonais pour avoir critiqué leur action une fois de trop. Il est capturé plus tard, devenant la seule « victoire américaine » du combat.
Le lendemain matin, le général Stilwell arrive dans la maison de Douglas Ward qui veut accrocher une guirlande de Noël. La maison est tellement endommagée qu'elle bascule dans l'océan Pacifique.

## Fiche technique
Sauf indication contraire, les informations mentionnées dans cette section peuvent être confirmées par la base de données cinématographiques IMDb,  présente dans la section « Liens externes ».
- Titre : 1941
- Titre de travail : The Night of Japs Attack
- Réalisation : Steven Spielberg
- Scénario : Robert Zemeckis et Bob Gale, d'après une histoire de Robert Zemeckis, Bob Gale et John Milius
- Musique : John Williams
  - Orchestration : Herbert W. Spencer
  - Copiste : Alf Clausen (non crédité)
- Photographie : William A. Fraker (ASC) et Frank Stanley (ASC ; séquences additionnelles)
- Son : Robert Knudson, Robert Glass, Don MacDougall, Gene Cantamessa et Frederick Brown
- Décors : Dean Edward Mitzner
- Costumes : Deborah Nadoolman
- Montage : Michael Kahn
- Effets spéciaux : A. D. Flowers
- Création de miniatures : Gregory Jein
- Production : Buzz Feitshans
  - Producteurs associés : Janet Healy et Michael Kahn
  - Producteur délégué : John Milius
- Sociétés de production : Universal Pictures, Columbia Pictures et A-Team
- Distribution : Universal Pictures  États-Unis, Warner-Columbia Film  France
- Pays de production :  États-Unis
- Langues : anglais, japonais, allemand et espagnol
- Durée : 118 minutes, 146 minutes (version director's cut)
- Format : Couleurs (Metrocolor) - Stereo - 2.39 : 1 - 35 mm - Panavision (anamorphique)
- Dates de tournage[3] : octobre 1978 à mai 1979
- Dates de sortie[3]:
  - États-Unis : 14 décembre 1979
  - France : 12 mars 1980

## Distribution
- Dan Aykroyd (VF : Dominique Collignon-Maurin) : le sergent Frank Tree
- Ned Beatty (VF : Jacques Ferrière) : Ward Herbert Douglas
- John Belushi (VF : Jacques Dynam) : le capitaine « Wild » (« Buffalo » en VF) Bill Kelso
- Lorraine Gary (VF : Jeanine Freson) : Joan Douglas
- Murray Hamilton (VF : Michel Beaune) : Claude Crumn
- Christopher Lee : le colonel Wolfgang von Kleinschmidt
- Tim Matheson (VF : Sylvain Joubert) : le capitaine Loomis (Johnny en VF) Birkhead
- Toshirō Mifune : le commandant Akiro Mitamura
- Warren Oates (VF : André Valmy) : le colonel « Madman » (« Maboule » en VF) Maddox
- Robert Stack (VF : Jacques Deschamps) : le général Joseph W. Stilwell
- Treat Williams (VF : Maurice Sarfati) : le caporal Chuck (Igor en VF) « Stretch » Sitarski
- Nancy Allen (VF : Annie Sinigalia) : Donna Stratton
- Lucille Benson (VF : Marie Francey) : Gas Mama (Eloise), la femme de la station-service
- Jordan Brian (VF : Barney Kent) : Macey Douglas
- John Candy (VF : Alain Flick) : le soldat Foley
- Elisha Cook Jr. (VF : Georges Aubert) : Dexter, un client de la station-service
- Eddie Deezen (VF : Gilles Tamiz) : Herbie Kazlminsky
- Bobby Di Cicco (VF : François Leccia) : Wally Stephens
- Dianne Kay (VF : Sylvie Feit) : Betty Douglas
- Perry Lang (VF : Éric Baugin) : Dennis De Soto
- Patti Lupone (VF : Veronique Dancinger) : Lydia Hedberg
- J. Patrick McNamara : le soldat DuBois
- Frank McRae (VF : Robert Liensol) : le soldat Ogden Johnson Jones
- Steven Mond (VF : Martine Reigner) : Gus Douglas
- Slim Pickens (VF : Henri Labussière) : Hollis P. « Holly » Wood
- Wendie Jo Sperber (VF : Michèle Bardollet) : Maxine Dexheimer
- Lionel Stander (VF : Henry Djanik) : Angelo Scioli
- Dub Taylor (VF : Louis Arbessier) : M. Malcomb
- Iggie Wolfington (VF : Raoul Curet) : Meyer Mishkin
- Christian Zika (VF : Jackie Berger) : Stevie Douglas
- Joe Flaherty : Raoul Lipschitz
- David Lander : Joe
- Michael McKean : Willy
- Susan Backlinie : la nageuse
- Don Calfa : le téléphoniste
- Gray Frederickson : le lieutenant Bressler
- Samuel Fuller : le commandant de la défense aérienne
- Jerry Hardin : le cartographe
- Robert Houston : le caporal Taylor, un soldat de Maddox
- John Landis (VF : Marc François) : Mizerany, le messager en side-car
- Dick Miller : le sergent Miller
- Mickey Rourke : le soldat Reese
- Donovan Scott : un jeune marin
- Maureen Teefy : une fille à l'USO
- Andy Tennant : Babyface
- Jack Thibeau : le lieutenant Reiner, un assistant de Stilwell

### Acteurs non crédités
- Jerry Layne (VF : Guy Piérauld) : Dummy (voix)
- James Caan : un marin dans la bagarre
- Sydney Lassick : un vendeur
- Penny Marshall : Mlle Fitzroy

## Production

### Genèse et développement
Le coscénariste Bob Gale a indiqué que l'intrigue s'inspire d'un incident connu sous le nom de bataille de Los Angeles, ainsi que du bombardement du champ pétrolier d'Ellwood, près de Santa Barbara, par un sous-marin japonais. D'autres incidents réels ont inspiré le film, comme les émeutes connues sous le nom de Zoot Suit Riots où l'armée a vraiment mis un canon anti-aérien dans le jardin d'une propriété sur la côte (dans le Maine).

### Attribution des rôles
Steven Spielberg propose initialement le rôle du général Stilwell à Charlton Heston et John Wayne. Wayne le rappelle et, non content de refuser le rôle, tente même de persuader Steven Spielberg de renoncer au projet, trouvant le script antipatriotique ! D'aucuns auraient confié que Charlton Heston avait refusé pour les mêmes raisons. Le rôle échoue donc à Robert Stack, fameux héros de la série Les Incorruptibles, qui offrira ici une scène d'anthologie en pleurant comme une madeleine devant Dumbo,.
Mickey Rourke y fait ses débuts au cinéma et Dan Aykroyd joue dans son premier film américain. John Belushi apparaît également en mangeur de spaghettis dans un restaurant lors de la scène de l'émeute. Susan Backlinie reprend son rôle de première victime dans Les Dents de la mer en jouant le rôle de la nageuse au début du film.

### Tournage

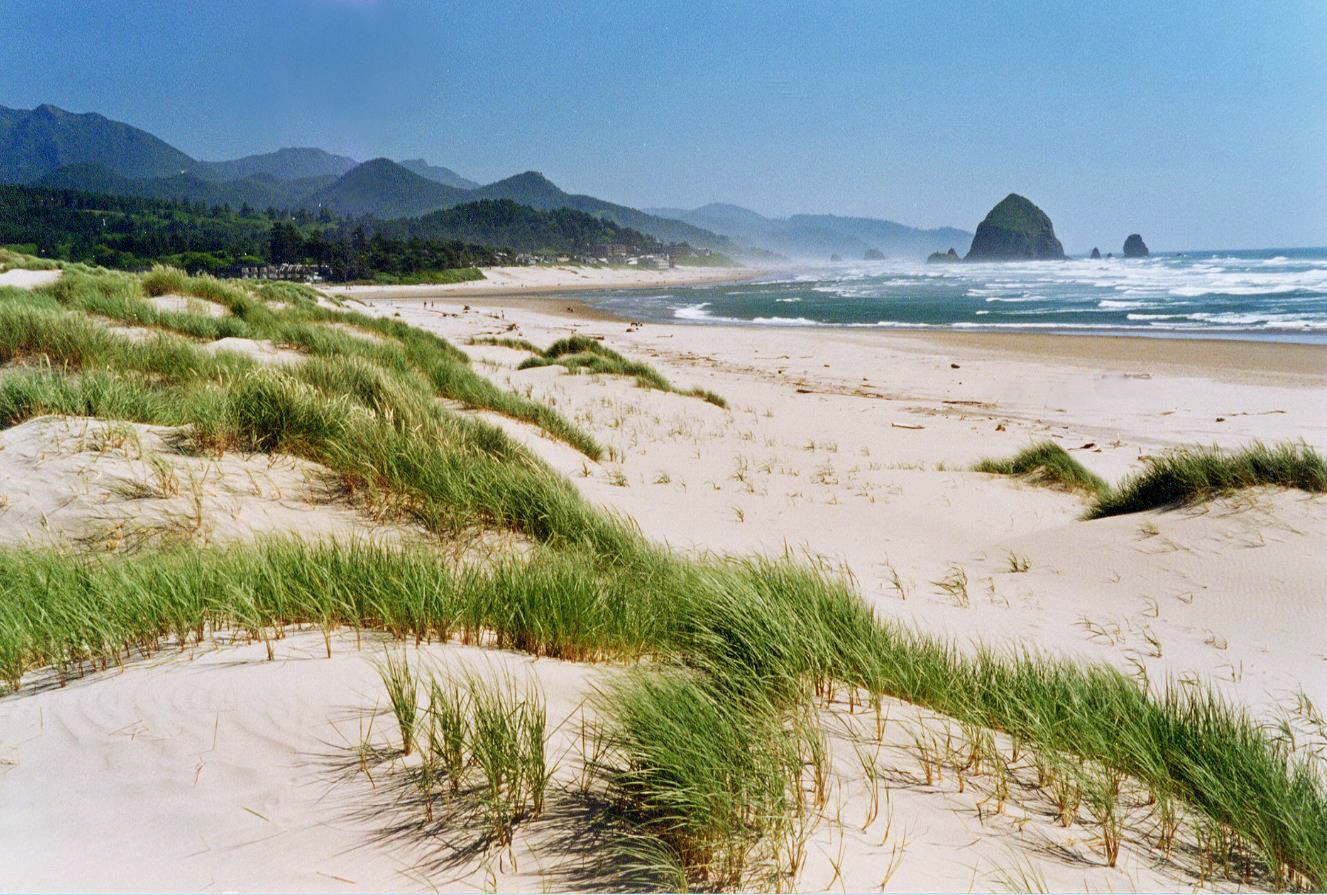
Cannon Beach

Le tournage a lieu d'octobre 1978 à mai 1979. Il se déroule dans l'Oregon (Gold Beach, Haystack Rock à Cannon Beach), à Los Angeles (Hollywood Sign, Los Angeles Theatre, Downtown, ...) et dans d'autres localités californiennes (Santa Monica, désert des Mojaves, Warner Bros. Studios à Burbank, aéroport de Long Beach, Malibu).
Durant le tournage, l'acteur japonais Toshirō Mifune, engagé pour jouer le rôle du capitaine du sous-marin, est scandalisé par le manque de volonté et l'apathie des figurants d'origine asiatique qui composent l'équipage du sous-marin. Il entreprend alors de les mettre au pas, avec l'accord de Steven Spielberg. À maintes reprises, il leur lança des ordres, allant même jusqu'à gifler l'un d'eux. Il déclara alors : « C'est ainsi que l'on entraîne les hommes au Japon ! ».
John Belushi s'avère difficile à gérer pendant le tournage, rechignant parfois à se présenter sur le plateau après des nuits d'ivresse. Il manque même de se rompre le cou lors de cascades mal improvisées. Le personnage n'avait qu'une importance mineure dans le scénario, mais devant la nature délirante de l'acteur, Steven Spielberg décide de lui accorder finalement davantage de place.
Sur le plateau, le tournage des scènes d'action du film était si bruyant que les acteurs n'entendaient pas Steven Spielberg crier « coupez ! ». Le réalisateur a donc eu l'idée de tirer en l'air avec un pistolet-mitrailleur à chaque fin de prise.
1941 est la première production américaine à employer une Louma. Prévue au départ pour filmer les miniatures, la Louma s’est révélée si flexible qu’elle a souvent servi de caméra "A". Jean-Marie Lavalou, un des deux inventeurs de la Louma, était présent sur le tournage comme conseiller technique.

### Musique
La musique du film est composée par John Williams, fidèle collaborateur de Steven Spielberg.
Liste des titres
1. The March From 1941
2. The Invasion
3. The Sentries
4. Riot At The U.S.O.''
5. To Hollywood And Glory
6. Swing, Swing, Swing
7. The Battle Of Hollywood
8. The Ferris Wheel Sequence
9. Finale of 1941

#### Réédition
En 2011, La-La Land Records, en accord avec Sony Music et NBCUniversal, commercialise un coffret 2CD de la bande originale complète de John Williams en version remastérisée inédite, avec des chansons supplémentaires présentes dans le film,,
| 1.  | “1941” Main Title                           | 1:36 |
| 2.  | Chrissie Takes Another Swim                 | 4:38 |
| 3.  | Sub Commander / Wild Bill Kelso             | 3:44 |
| 4.  | Donna’s Obsession / Birkhead’s Pitch        | 2:59 |
| 5.  | Poppa’s Got a Gun                           | 1:13 |
| 6.  | You Have Been Chosen / You, You, You        | 2:11 |
| 7.  | Capture of Hollis / Kelso Lost              | 3:08 |
| 8.  | The Crackerjack Box                         | 1:30 |
| 9.  | The Sentries                                | 2:17 |
| 10. | The Escape of Hollis                        | 1:17 |
| 11. | More About Donna                            | 1:02 |
| 12. | The Count Down / Swing, Swing, Swing        | 4:41 |
| 13. | The Brannigan                               | 1:19 |
| 14. | Here We Go                                  | 4:22 |
| 15. | Kelso in Barstow                            | 3:42 |
| 16. | Service Tunes                               | 0:50 |
| 17. | Encounters                                  | 0:56 |
| 18. | Kelso’s Attack / Deep in the Heart of Texas | 3:15 |
| 19. | Eat Lead*                                   | 2:48 |
| 20. | Defending the Homeland                      | 1:46 |
| 21. | Wally Saves Betty                           | 2:00 |
| 22. | Sound Off / Stolen Motorcycle               | 4:23 |
| 23. | Ward's Big Gun                              | 1:45 |
| 24. | Going My Way Sister                         | 2:08 |
| 25. | More Kelso                                  | 0:59 |
| 26. | Taking Aim                                  | 1:10 |
| 27. | The Ferris Wheel                            | 3:08 |
| 28. | The Tank Approaches / Finale                | 5:26 |
| 29. | “1941” End Credits                          | 6:18 |

| 1. | The March From "1941"     | 4:11 |
| 2. | The Invasion              | 8:20 |
| 3. | The Sentries              | 3:31 |
| 4. | Riot at the U.S.O.        | 1:18 |
| 5. | To Hollywood and Glory    | 3:14 |
| 6. | Swing, Swing, Swing       | 4:06 |
| 7. | The Battle of Hollywood   | 5:39 |
| 8. | The Ferris Wheel Sequence | 1:29 |
| 9. | Finale                    | 6:16 |

| 10. | In the Mood H (musique de Joe Garland et Andy Razaf)                                    | 3:43 |
| 11. | Jingle Bells (musique de James Lord Pierpont)                                           | 2:59 |
| 12. | Down By the Ohio (instrumental) (musique de Abe Olman / Jack Yellen)                    | 3:57 |
| 13. | Play-Off*                                                                               | 0:15 |
| 14. | Goodnight, Sweetheart (musique de Ray Noble, Jimmy Campbell, Rudy Vallee, Reg Connelly) | 1:42 |

| 15. | Promo Trailer                                                 | 2:30 |
| 16. | Sub Commander / Wild Bill Kelso/Capture of Hollis (alternate) | 4:23 |
| 17. | The Escape of Hollis(alternate)                               | 1:14 |
| 18. | Kelso in Barstow (alternate)                                  | 3:43 |
| 19. | Defending the Homeland (alternate)                            | 1:06 |
| 20. | Sound Off (alternate)                                         | 2:41 |
| 21. | More Kelso (alternate)                                        | 0:55 |
| 22. | Finale (alternate)                                            | 3:04 |
| 23. | "1941" End Credits (alternate)                                | 6:55 |

## Sortie et accueil

### Critique
Dans son livre Easy Riders, Raging Bulls, paru en français sous le titre Le Nouvel Hollywood, Peter Biskind écrit : « Les critiques de 1941 furent désastreuses, et le film fut un échec retentissant. Dans la presse, Spielberg, avec la plus grande inélégance, fit porter la responsabilité de l'échec aux auteurs, Zemeckis et Gale. […] 1941 cassa le mythe de l'enfant prodige […] Il mit beaucoup de temps à s'en remettre. »

### Box-office
En raison de ces résultats décevant en Amérique du Nord, le film est souvent présenté comme un échec commercial. Aux États-Unis et au Canada, 1941 totalise plus de 30 millions de dollars. Mais cela est bien loin des résultats de deux précédents films de Steven Spielberg, Les Dents de la mer et Rencontres du troisième type. Malgré ces 90 millions de dollars récoltés dans le monde, pour un budget d'environ 35 millions, le film reste considéré comme un échec.
Coscénariste du film, Bob Gale reviendra sur le prétendu échec de 1941 :

« C'est un grand flop dans les livres d'Histoire, mais ce n'était pas un flop. Le film n'a pas rapporté autant d'argent que les autres films de Steven, les films les plus réussis de Steven, évidemment. Mais le film n'a en aucun cas été un échec. Et Universal et Columbia s'en sont très bien sortis. »

— Bob Gale
| Pays ou région     | Box-office      | Date d'arrêt du box-office | Nombre de semaines |
| ------------------ | --------------- | -------------------------- | ------------------ |
| France             | 681 976 entrées | -                          | -                  |
| États-Unis, Canada | 31 755 742 $    |                            | 3                  |
| Total mondial      | 90 136 692 $    | -                          | -                  |

## Nominations
Oscars 1980
- Nomination à l'Oscar des meilleurs effets spéciaux : A. D. Flowers et Gregory Jein[3]
- Nomination à l'Oscar du meilleur son
- Nomination à l'Oscar de la meilleure photographie

## Commentaires

### Version longue
Après le succès de la Special Edition de 1980 de Rencontres du troisième type, Steven Spielberg est autorisé à développer sa version longue de 1941 pour se rapprocher de sa version initiale director's cut. Cette nouvelle version est tout d'abord réalisée pour le réseau de télévision (initialement sur ABC, puis sur Disney Channel). La version longue est commercialisée en VHS et Betamax en 1980 par MCA Videocassette puis par MCA Home Video en 1986 et 1990. Une autre version longue (avec de nouveaux ajouts et quelques légers changements) sort en LaserDisc en 1995. Elle inclut divers bonus dont un documentaire de 101 minutes avec notamment Steven Spielberg, John Milius, Robert Zemeckis, Bob Gale, Michael Kahn, John Williams.
Cette version est ensuite éditée en VHS en 1998 puis en DVD en 1999 et 2002,. Le DVD inclus regroupe les mêmes bonus que l'édition LaserDisc de 1995. Le film est par ailleurs inclus en 2000 dans un coffret DVD consacré à John Belushi et regroupant American College et The Blues Brothers.
En octobre 2014, Universal Pictures Home Entertainment publie 1941 en Blu-ray dans leur coffret box set consacré à Steven Spielberg. Il contient la version cinéma (118 minutes) et la version longue (146 minutes), un documentaire making-of, des photographies de production du film, la musique du film isolée. Le Blu-ray seul est publié en mai 2015.
La version longue contient 28 minutes supplémentaires. La scène au début du film dans le magasin de vêtements est rallongée d'environ 4 minutes. Dans la scène de l'installation du canon chez les Douglas, un dialogue supplémentaire d'environ 2 minutes est ajouté. Certaines scènes sont totalement différentes notamment celle du kidnapping du vendeur de sapins.